# Farní sbor Českobratrské církve evangelické v České Třebové
Farní sbor Českobratrské církve evangelické v České Třebové je sborem Českobratrské církve evangelické v České Třebové. Sbor spadá pod Chrudimský seniorát.
Farářem sboru je Ivo David, kurátorem sboru Pavel Záleský.

## Faráři sboru
- Josef Bednář (1945–1951)
- Miloslav Dobrkovský (1952–1996)
- Miroslav Rozbořil (1997–1998)
- Jaroslav Nečas (1998–2010)
- Debora Hurtová (2010–2014)
- Kamil Vystavěl (2016–2020)
- Ivo David (2020–dosud)